# Gutturnio
Gutturnio ist ein italienisches Weinbaugebiet in der Provinz Piacenza (Region Emilia-Romagna), das seit 2010 eine „kontrollierte Herkunftsbezeichnung“ (Denominazione di origine controllata – DOC) besitzt, die zuletzt am 7. März 2014 aktualisiert wurde.

## Anbaugebiet
Der Anbau und die Vinifikation sind gestattet in den Gemeinden Pianello Val Tidone, Borgonovo Val Tidone, Castel San Giovanni, Nibbiano, Agazzano, Piozzano, Gazzola, Vigolzone, Rivergaro, Ponte dell’Olio, Castell’Arquato, Carpaneto Piacentino, San Giorgio Piacentino, Gropparello, Alseno, Lugagnano Val d’Arda und Vernasca – alle in der Provinz Piacenza.

## Erzeugung
Unter dieser Bezeichnung werden rote Verschnittweine (Cuvée) erzeugt:
Sie werden als Frizzante, „Superiore“, „Classico Superiore“, „Riserva“ und „Classico Riserva“ vermarktet.
Als Rebsorten müssen mindestens 50–70 % Barbera und 30–45 % Croatina (die lokal auch als „Bonarda“ bezeichnet wird) enthalten sein.
Im Jahr 2017 wurden 69.821 Hektoliter DOC-Wein erzeugt.

## Beschreibung
Laut der Denominazion:

### Gutturnio Frizzante
- Perlage: abklingend
- Farbe: helles Rubinrot in verschiedener Intensität
- Geruch: weinig, charakteristisch
- Geschmack: frisch, jung
- Alkoholgehalt: mindestens 12,0 Vol.-%
- Säuregehalt: mind. 5,0 g/l
- Trockenextrakt: mind. 22,0 g/l
- Gesamtzuckergehalt:  maximal 17 g/l

### Gutturnio Superiore und Gutturnio Classico Superiore
- Farbe: intensives Rubinrot
- Geruch: charakteristisch
- Geschmack: trocken, ruhig, fein, vollmundig
- Alkoholgehalt: mindestens 12,5 Vol.-%
- Säuregehalt: mind. 5,0 g/l
- Trockenextrakt: mind. 24,0 g/l

### Gutturnio Riserva und Gutturnio Classico Riserva
- Farbe: intensiv rubinrot bis granatrot
- Geruch: angenehm
- Geschmack: trocken, ruhig, harmonisch, vollmundig
- Alkoholgehalt: mindestens 13,0 Vol.-%
- Säuregehalt: mind. 5,0 g/l
- Trockenextrakt: mind. 24,0 g/l